# Maureen Tucker
Maureen Ann Tucker, detta Moe (New York, 26 agosto 1944), è una batterista statunitense.
È conosciuta prevalentemente per essere stata la batterista del gruppo d'avanguardia newyorkese The Velvet Underground, nel quale subentrò ad Angus MacLise nel 1965.
Il suo stile era molto semplice, ma anche molto potente. La Tucker usava prevalentemente le percussioni della batteria e la cassa lasciando perdere rullate di grande difficoltà o i piatti. Il pezzo dove si può avvertire questa sua tecnica ai massimi livelli è forse Sister Ray, canzone dell'album White Light/White Heat. 
Dopo lo scioglimento dei Velvet Underground la Tucker ha pubblicato diversi album solisti, passati quasi inosservati però a pubblico e critica. Ben più di rilievo la sua presenza negli album New York di Lou Reed e Walking on Locusts di John Cale prima della riunione dei Velvet a inizio anni 90. Nel 2000 ha fondato un'altra band, i Kropotkins coi quali ha pubblicato lo stesso anno un LP dal nome Five Points Crawl.

## Discografia

### Con i Velvet Underground
Album studio
- The Velvet Underground & Nico (1967)
- White Light/White Heat (1967)
- The Velvet Underground (1969)

Album live
- 1969: Velvet Underground Live with Lou Reed (1974 [1969])
- Live MCMXCIII (1993)
- Final V.U. 1971-1973 (live box set, 2001 [1971-1973])
- Bootleg Series Volume 1: The Quine Tapes (live, 2001 [1969])

Compilation
- VU (1985 [1968-1969])
- Another View (1986 [1967-1969])
- Peel Slowly and See (box set, 1995 [1965-1970])
- Loaded (Fully Loaded Edition) (1997 [1969-1970])

### Con i Kropotkins
- Five Points Crawl (2000)

### Solisti
Album:
- Playin' Possum (1981)
- Life in Exile After Abdication (1989)
- I Spent a Week There the Other Night (1991)
- Oh No, They're Recording This Show (live, 1992)
- Dogs Under Stress (1994)
- Waiting for My Men (compilation, 1998)
- Moe Rocks Terrastock (live, 2002)

EP:
- Another View (12" EP, 1985)
- Moejadkatebarry (12" EP, 1987)
- GRL-GRUP (CD EP, 1997)

Singoli
- Modern Pop Classics (singolo, 1980)
- Around And Around / Will You Love Me Tomorrow (singolo 7", 1981)
- Hey Mersh! (7" single, 1989)
- Too Shy (singolo 10", 1991)
- I'm Sticking With You / After Hours (CD singolo, 2002)

### Con i Half Japanese
- Half Japanese - Fire in the Sky (1990)